# Bourne (Wiltshire)
Bourne – wieś w Anglii, w hrabstwie Wiltshire. Leży 15 km na północny wschód od miasta Salisbury i 114 km na zachód od Londynu.